# Antonio Maria Grasselli
Antonio Maria Grasselli (Dolo, 5 gennaio 1827 – Roma, 1º febbraio 1919) è stato un religioso, teologo e arcivescovo cattolico italiano.

## Biografia
Nato a Dolo, in Veneto, entrò nell'Ordine dei frati minori conventuali a 21 anni il 5 gennaio 1848. Ordinato sacerdote il 22 settembre 1849, ottenne un dottorato in teologia il 1º giugno 1855 all'Istituto Sant'Agostino di Vienna. Iniziò la sua carriera ecclesiastica come vescovo titolare di Trapezopoli e vicario apostolico della Moldavia, nominato da papa Pio IX l'11 aprile 1874.
Fu consacrato dal cardinale Alessandro Franchi il 17 maggio, assistito dagli arcivescovi Pietro de Villanova Castellacci e James Alipius Goold, O.E.S.A. Poco dopo fu trasferito alla sede di Costantinopoli (oggi Istanbul) ed elevato ad arcivescovo titolare di Colossi, nonché nominato segretario della Congregazione della visita apostolica.
Il 19 giugno 1899 venne nominato vescovo di Viterbo e Tuscania da papa Leone XIII. Si ritirò nel 1913 e ricevette il titolo episcopale di Larissa.

## Genealogia episcopale e successione apostolica
La genealogia episcopale è:
- Cardinale Scipione Rebiba
- Cardinale Giulio Antonio Santori
- Cardinale Girolamo Bernerio, O.P.
- Arcivescovo Galeazzo Sanvitale
- Cardinale Ludovico Ludovisi
- Cardinale Luigi Caetani
- Cardinale Ulderico Carpegna
- Cardinale Paluzzo Paluzzi Altieri degli Albertoni
- Papa Benedetto XIII
- Papa Benedetto XIV
- Cardinale Enrico Enriquez
- Arcivescovo Manuel Quintano Bonifaz
- Cardinale Buenaventura Córdoba Espinosa de la Cerda
- Cardinale Giuseppe Maria Doria Pamphilj
- Papa Pio VIII
- Papa Pio IX
- Cardinale Alessandro Franchi
- Arcivescovo Antonio Maria Grasselli, O.F.M.Conv.

La successione apostolica è:
- Vescovo Antonio Galibert (1879)